# 채보훈
채보훈(1992년 8월 23일 ~ )은 대한민국의 가수로 록밴드 더베인의 보컬과 기타를 맡고 있다. JTBC 싱어게인3에서 독보적인 무대를 보여주며 TOP10 에 선정되었다. 또한JTBC 슈퍼밴드 프로그램을 통해 결성된 록밴드 퍼플레인의 보컬을 맡기도 했다.

## 음반

### 펄스

#### 싱글
- 2014년 12월 15일《A.C.》

#### EP
- 2015년 1월 15일 《Born》

수록곡 : <A. C.> <Baby Star> <메아리>

### 더베인

#### 싱글
- 2015년 10월29일 《Beck》
- 2015년 11월26일 《Moon Like The Star》
- 2017년  1월18일 《Alone》
- 2017년 11월 8일 《Grow》
- 2018년  1월31일 《Mask》
- 2020년  8월31일 《아름다워》
- 2022년  2월 7일 《우산》
- 2022년  5월 5일 《Ocean》
- 2022년  8월25일 《Diamone(다이아몬드)》
- 2023년  5월31일 《Love Riot》

#### EP
- 2016년 1월 26일 《Line》

|   | 제목               | 재생시간 | 작사/작곡/편곡 |
| - | ------------------ | -------- | -------------- |
| 1 | Beable             | (4:47)   | 채보훈         |
| 2 | Beck               | (4:22)   | 채보훈         |
| 3 | Identity           | (4:35)   | 채보훈         |
| 4 | Moon Like the Star | (4:59)   | 채보훈         |
| 5 | Luck Inside Eyes   | (6:14)   | 채보훈         |

- 2019년 9월 9일 《RUN》

|   | 제목         | 재생시간 | 작사/작곡/편곡 |
| - | ------------ | -------- | -------------- |
| 1 | 힘내!        | (3:33)   | 채보훈         |
| 2 | Paradise     | (4:15)   | 채보훈         |
| 3 | Run          | (4:02)   | 채보훈         |
| 4 | Tonight      | (3:24)   | 채보훈         |
| 5 | Night Flight | (4:45)   | 채보훈         |

- 2023년 5월 31일 《파란》

|   | 제목       | 재생시간 | 작사/작곡/편곡 |
| - | ---------- | -------- | -------------- |
| 1 | Moonlight  | (3:50)   | 채보훈         |
| 2 | Ocean      | (4:38)   | 채보훈         |
| 3 | Diamond    | (5:24)   | 채보훈         |
| 4 | Champagne  | (4:23)   | 채보훈         |
| 5 | Zero(제로) | (4:04)   | 채보훈         |

#### 정규
- 2017년 2월 13일 《ROUND》

|    | 제목             | 재생시간 | 작사/작곡/편곡 |
| -- | ---------------- | -------- | -------------- |
| 1  | Alone            | (3:36)   | 채보훈         |
| 2  | Round & Round    | (5:51)   | 채보훈         |
| 3  | Windsurfer       | (3:38)   | 채보훈         |
| 4  | Injury Time      | (3:44)   | 채보훈         |
| 5  | Makeover         | (4:07)   | 채보훈         |
| 6  | 메아리           | (4:00)   | 채보훈         |
| 7  | YELL (to myself) | (6:20)   | 채보훈         |
| 8  | Pain             | (4:25)   | 채보훈         |
| 9  | A.C.             | (2:41)   | 채보훈         |
| 10 | Epilogue : 별    | (1:39)   | 채보훈         |

### 퍼플레인

#### 싱글
- 2020년  2월28일 《The King Must Die》
- 2020년  8월13일 《Letter》

#### EP
- 2020년  6월23일 《작품번호 1번 (Op.01)》

#### 정규
- 2020년  8월26일 《WANDERER FANTASY》

### 사운드트랙
- 2017년 8월 19일 《구해줘 OST Part.2》- <환각>
- 2017년 12월 18일 《투깝스 OST Part. 3》- <Dreamer>
- 2018년 10월 14일 《플레이어 OST Part. 2》- <CHANGER>
- 2019년 2월 26일 《아이템 OST Part. 2》- <터널>
- 2019년 3월 23일 《슬플 때 사랑한다 OST Part.3》- <Nightmare>
- 2019년 6월 5일 《구해줘2 OST Part.3》- <Savior>
- 2019년 9월 7일 《타인은 지옥이다 OST Part. 2》- <Room No. 303>
- 2019년 10월 25일 《배가본드 OST Part. 6》- <Open Fire>
- 2019년 11월 8일 《나의 나라 OST Part. 3》- <Bird>
- 2020년 3월 6일 《이태원 클라쓰 OST Part. 10》- <직진 (No Break)>
- 2020년 5월 26일 《야식남녀 OST Part. 3》 - <Superhero>
- 2022년 7월 13일 《인사이더 OST Part.2》- <You Got Me Wrong>
- 2023년 7월 27일 《오랫동안 당신을 기다렸습니다 OST Part.1》- <Hide>
- 2023년 8월 10일 《기적의 형제 OST Part.6》- <Say Again>

#### 참여 앨범
- 2017년 4월 7일 《숨(SUM∞)일곱번째 그린플러그드 공식 옴니버스 앨범》- <광합성>
- 2016년 9월 29일 싱글《너는 모르는이야기》- <너는 모르는 이야기>

#### 기타 활동
- 2018년 네이버뮤직 뮤지션리그에서 《더베인 프로젝트 12》로 매달 한 곡씩 총 12곡을 발표하였다.

## 방송 출연
- 2015년 12월 31일 엠넷《너의 목소리가 보여》시즌2 11회- 조성모 편 출연
- 2016년 ~ 2017년  MBC 《듀엣가요제》에서 자우림 김윤아와 함께 출연하여 5연승으로 명예졸업을 하였다.[7][8]
- 2019년 JTBC《슈퍼밴드》 아트록밴드 퍼플레인(Purple Rain)으로 결선 진출.
- 2023년 JTBC《싱어게인3》 40호 가수로 Top10 진출.

## 수상 내역
- 2012 부산MBC 해변가요제 금상 <All in love>[9]
- 2012 MBC 대학가요제 은상 <너를 처음 본 순간 난 반했어> (밴드 파사)[9]
- 2015년 엠팟 대학생 슈퍼밴드 대상
- 2016년 그린플러그드 신인그린프렌즈 선정
- 2016년 한국콘텐츠진흥원 K-루키즈
- 2016년 신한카드 GREAT 루키 프로젝트 대상
- 2016년 KT&G 밴드 디스커버리 우승
- 2017년 한국콘텐츠진흥원 K-루키즈 최우수상

## 경력
- 2015년 ~ 밴드 더베인 멤버
- 2013년 ~ 2015년 밴드 펄스 멤버
- 2012년 밴드 파사 멤버